# Killer (singel ATB)
Killer – trzeci singel André Tannebergera z albumu Movin’ Melodies. Został wydany 31 maja 1999 roku i zawiera cztery utwory.

## Lista utworów
| Nr | Tytuł                 | Długość |
| -- | --------------------- | ------- |
| 1. | Killer (Video Edit)   | 4:08    |
| 2. | Killer (Radio Edit)   | 4:01    |
| 3. | Killer (Killer Mix)   | 5:56    |
| 4. | Killer (Original Mix) | 6:15    |